# 台湾米仔兰
台湾米仔兰（学名：Aglaia formosana），又名紅柴，为楝科米仔兰属下的一个植物种。其种加词“formosana”意为“台湾的”。